# کنترتنور
کُنتِرتِنور (به فرانسوی: contreténor) در موسیقی، گونه‌ای از صدای مردانه و شبیه به آلتوی زنانه است. اصطلاح کنترتنور نخستین بار در سدهٔ هفدهم میلادی در انگلستان استفاده شد و تا پایان سدهٔ هفدهم بسیار رواج یافت؛ به‌ویژه آهنگسازان باروک، مانند هنری پرسل و هندل، آثاری برای صدای کنترتنور خلق کردند. کنترتنور در سدهٔ بیستم میلادی نیز محبوبیت یافت.

## ویژگی
صدای کنترتنور در محدوده صوتی شبیه کنترآلتو فرار دارد و از دسته زیرترین صدای مردان است.

محدوده صوتی کُنترتِنور

## در فرهنگ عامه
شخصیت کرت هامل با بازی کریس کولفر در مجموعه تلویزیونی گلی دارای محدوده صدای کنترتنور است.